# Pokrajina Srednji Campidano
Pokrajina Srednji Campidano (v italijanskem izvirniku Provincia del Medio Campidano [provìnča del mèdio kampidàno], v sardinščini Provintzia de su Campidanu de Mesu [provìncja de su kampidànu de mèzu]), je ena od osmih pokrajin, ki sestavljajo italijansko deželo Sardinija. Meji na severu s pokrajino Oristano, na vzhodu s pokrajino Cagliari, na jugu s pokrajinama Carbonia Iglesias in Cagliari ter na zahodu s Tirenskim morjem

## Večje občine
Glavni mesti sta Sanluri in Villacidro, ostale večje občine so (podatki 31.12.2007):
| Občina              | Prebivalcev |
| ------------------- | ----------- |
| Sanluri             | 8.566       |
| Villacidro          | 14.586      |
| Guspini             | 12.517      |
| Serramanna          | 9.443       |
| San Gavino Monreale | 9.109       |

## Naravne zanimivosti
Campidano je največja ravnina Sardinije, ki se razprostira preko štirih pokrajin, od katerih leži pokrajina Medio Campidano nekako na sredini (medio = sredinski). Ta ravnina je geološko tako imenovani "graben", to je ogromen tektonski jarek, čigar obrobne vzpetine in skale so povsem vidne. Posledica je veliko število slapov v pokrajini. Prav v predmestju prestolnice Villacidro je eden od najlepših, Sa Spendula na hudourniku Coxinas, ki se zliva v treh zaporednih skokih. Bolj proti notranjosti so še trije slapovi, ki prinašajo vode iz hribov Monti Mannu. Od teh je najbolj slikovit Muru Mannu (= veliki zid), ki z zadnjim skokom pada preko navpične skale v 74 m globok naravni amfiteater in je najvišji slap na Sardiniji.
Glavno zaščiteno področje v pokrajini Krajinski park Giara (Parco della Giara)
Glej tudi Naravne vrednote Sardinije

## Zgodovinske zanimivosti
Pokrajina ima dve glavni mesti, ker sta ob njeni ustanovitvi leta 2005 obe mesti bili enako pomembni. Sanluri je bilo sicer zgodovinska prestolnica področja, a Villacidro je štelo največ prebivalcev. Zato je bilo določeno, da bodo nekateri pokrajinski uradi v enem kraju in nekateri v drugem. Tako je v Sanluriju sedež Predsedstva in Pokrajinske Zbornice ter uradov Zdravstvene Službe. Vsi ostali pokrajinski uradi so v Villacidru.